# Jennifer Murer
Jennifer Murer (* 16. März 1996 in Schaffhausen) ist eine ehemalige Schweizer Handballspielerin.

## Karriere
Jennifer Murer spielte anfangs bei den Vereinen HV Thayngen und Kadetten Schaffhausen. Die Aussenspielerin schloss sich im Jahre 2010 Yellow Winterthur an, für den sie in der höchsten Schweizer Spielklasse auflief. Zur Saison 2016/17 wechselte sie zum Ligakonkurrenten LC Brühl Handball. Mit Brühl gewann sie 2017 und 2019 die Schweizer Meisterschaft sowie 2017 den Schweizer Cup. Ab der Saison 2019/20 stand sie beim deutschen Erstligisten HSG Blomberg-Lippe unter Vertrag. Im September zog sie sich eine schwere Knieverletzung zu. Zur Saison 2020/21 kehrte sie in das Kader der HSG zurück. Nachdem Murer sieben Spiele absolviert hatte, wurde bei ihr im Dezember 2020 ein Knorpelschaden diagnostiziert, woraufhin sie erneut pausieren musste. Im Sommer 2022 kehrte sie zu Yellow Winterthur zurück. Nach der Saison 2022/23 beendete sie ihre Karriere.
Murer gehörte ab 2013 dem Kader der Schweizer Nationalmannschaft an, für die sie 47 Treffer in 31 Länderspielen erzielte.